# Ingram (Wisconsin)
Ingram es una villa ubicada en el condado de Rusk en el estado estadounidense de Wisconsin. En el Censo de 2010 tenía una población de 78 habitantes y una densidad poblacional de 30,33 personas por km².

## Geografía
Ingram se encuentra ubicada en las coordenadas 45°30′20″N 90°48′49″O / 45.50556, -90.81361. Según la Oficina del Censo de los Estados Unidos, Ingram tiene una superficie total de 2.57 km², de la cual 2.57 km² corresponden a tierra firme y (0%) 0 km² es agua.

## Demografía
Según el censo de 2010, había 78 personas residiendo en Ingram. La densidad de población era de 30,33 hab./km². De los 78 habitantes, Ingram estaba compuesto por el 98.72% blancos, el 0% eran afroamericanos, el 1.28% eran amerindios, el 0% eran asiáticos, el 0% eran isleños del Pacífico, el 0% eran de otras razas y el 0% pertenecían a dos o más razas. Del total de la población el 0% eran hispanos o latinos de cualquier raza.